# Zaplanina
Zaplanina este o localitate din comuna Vransko, Slovenia, cu o populație de 79 de locuitori.